# Rūta Bunkutė
Rūta Bunkutė (Alytus, 28 de noviembre de 1979) es una culturista y competidora de fitness y figura lituana que forma parte del circuito amateur de la IFBB y de la NPC.

## Primeros años y educación
Nació en la ciudad de Alytus, en la entonces República Socialista Soviética de Lituania. Cuando cumplió dieciséis años se trasladó a Vilnius, capital del país. Tiene dos hermanas y un hermano. Estudió en el Instituto Deportivo Vilnius Ozas. Se graduó con dos títulos de ciencias: licenciatura en Ingeniería y máster en Ciencias en Ingeniería de la Construcción, por la Universidad Técnica de Vilnius Gediminas (VGTU). En 2010 obtuvo un segundo título de Máster en Ciencias (MSc) por la Universidad de Aston, en Birmingham (Reino Unido), como especialista en gestión de la ingeniería.

## Carrera
Se inició en el ballet a los siete años, y luego pasó a la danza redonda nacional y a la gimnasia. Su carrera competitiva comenzó a los siete años y continuó hasta la escuela secundaria como gimnasta, abandonó las clases de danza debido al apretado calendario de la gimnasia. Dejó de competir en gimnasia como consecuencia de una grave lesión en la cabeza en 1997, lo que la llevó a empezar a hacer ejercicios de fuerza y pesas como alternativa.
En 1998, se unió al club de culturismo MAVI de Vilnius, donde se entrenó durante siete años. Su primera competición como competidora de fitness fue en 2003 en Lituania, donde quedó tercera. Durante los dos años siguientes, Rūta compitió en nueve competiciones más, alternando entre las divisiones de fitness y figura, y compitió en los Campeonatos Mundiales de la Federación de Fitness (WFF) en 2004 y 2005, donde quedó segunda y tercera en las divisiones de Fitness y Figura. En 2006 Ruta se trasladó al Reino Unido y posteriormente a California, donde reside.

### Historial competitivo
- 2003 - IFBB – LT Lithuanian Cup I, Kupiskis – Figura - 4º puesto
- 2003 - IFBB – LT Lithuanian Cup II, Vilnius – Figura - 3º puesto
- 2003 - WFF/NABBA Lithuania Open Cup, Marijampole – Fitness - 2º puesto
- 2004 - WFF Lithuania Open Cup, Klaipeda – Fitness - 2º puesto[8]
- 2004 - WFF World Championships, Vilnius – Fitness - 7º puesto
- 2004 - WFF World Championships, Vilnius – Parejas - 2º puesto
- 2005 - WFF Lithuania Cup, Klaipeda – Fitness - 1º puesto
- 2005 - WFF European Championships, Riga – Fitness - 7º puesto
- 2005 - WFF Lithuania Cup, Klaipeda – Fitness - 2º puesto
- 2005 - WFF Worlds Championships, Vilnius – Fitness - 3º puesto[9]
- 2005 - WFF Worlds Championships, Vilnius – Parejas - 3º puesto
- 2007 - UKBFF West Midlands Championships, Leamington Spa – 1º puesto
- 2007 - UKBFF Midlands Championships, Birmingham – Bodyfitness - 1º puesto
- 2007 - UKBFF British Finals'07, Nottingham – Bodyfitness - 14º puesto[10]
- 2007 - UKBFF Stars of Tomorrow, Londres – Bodyfitness - 1º puesto
- 2008 - UKBFF British Finals'08, Nottingham – Bodyfitness - 14º puesto[11]
- 2011 - NPC Tournament of Champions, Los Ángeles – Figura - 6º puesto[12]
- 2011 - UKBFF Midlands Championships, Birmingham – Bodyfitness - 1º puesto
- 2011 - UKBFF British Finals'11, Nottingham – Bodyfitness - 4º puesto[1][13]
- 2012 - UKBFF London & South East Championships, Londres – 2º puesto[14]
- 2012 - IFBB Arnolds Classics Europe, Madrid – Figura - 13º puesto
- 2012 - UKBFF British Finals'12, Manchester – Bodyfitness - 14º puesto[15]
- 2012 - NPC/IFBB Border States Championships, San Diego – 10º puesto
- 2014 - NPC/IFBB Ultimate Warriors Championship, San Diego – 8º puesto[3]
- 2016 - NPC California Night of Champions, San Diego - Masters 35+ Figura - 7º puesto[16]
- 2016 - NPC California Night of Champions, San Diego - Figura - 8º puesto[16]
- 2016 - NPC Pacific USA, San Diego - Masters 35+ Figura - 5º puesto[17]
- 2016 - NPC Pacific USA, San Diego - Figura - 6º puesto[18]
- 2016 - UKBFF West Midlands Championships, Birmingham, Bodyfitness - 2º puesto
- 2017 - NPC Tournament of Champions, San Diego - 2º puesto[19]
- 2018 - IFBB Arnolds Amateur Championships, Ohio - 9º puesto[20]
- 2018 - NPC Pittsburgh Championships, Pittsburgh - 2º puesto[21]
- 2018 - Amateur Olympia, Las Vegas - 7º puesto[22]